# رانومی کروموویدیویو
رانومی کروموویدیویو (به هلندی: Ranomi Kromowidjojo) ورزشکار زن رشتهٔ شنا اهل کشور هلند است. وی در بین سال‌های ‎۲۰۰۸ تا ۲۰۱۲ میلادی در مسابقات بازی‌های المپیک تابستانی در مجموع ۳ مدال، شامل ۳ مدال طلا و ۱ نقره را کسب کرد.